# Enviesamento amostral
Enviesamento amostral ou excentricidade é a diferença entre o valor esperado do estimador e o verdadeiro valor do parâmetro a estimar.
O valor esperado é dado pelo ponto central da distribuição amostral do estimador, sendo esta distribuição a função probabilística de um estimador e podendo ser obtida mediante a repetição infinita do processo amostral de modo a obter todos os valores que o estimador possa assumir e a respectiva frequência.
Se não existir enviesamento amostral, em média, o valor do estimador coincide com o valor do parâmetro que o estimador pretende estimar. Se existir o enviesamento amostral, o estimador produzirá estimativas sistematicamente desviadas do verdadeiro valor do parâmetro, quer por excesso quer por defeito.
O enviesamento amostral é um erro sistemático que desvia o ponto central da distribuição do estimador. Representa uma tendência para deslocar esse valor para a direita ou para a esquerda do valor do parâmetro. Assim sendo, as estimativas concentram-se em torno de um valor central, mas este não é coincidente com o valor do parâmetro.
O enviesamento amostral pode ter várias causas, nomeadamente:
- Técnica de amostragem - especialmente se for não aleatória, onde sucede com maior frequência favorecer  ou desfavorecer a seleção de alguns elementos da população sobre outros; também pode ser devida à incorreta ou incompleta execução prática do processo de amostragem.
- Base de sondagem inadequada para o estudo - por não cobrir de forma completa a população alvo, levando a omitir indivíduos que deveriam ser considerados, a considerar outros que não deveriam ser considerados ou a cometer duplicações na enumeração de alguns elementos.
- Não-respostas - motivadas quer pela recusa ou pela impossibilidade de estabelecer contato com o indivíduo; uma proporção substancial de não respondentes afeta a dimensão da amostra, podendo comprometer  a sua representatvidade e, portanto, a precisão dos resultados.
- Estimador - que, dependendo das propriedades estatísticas que possua, pode ser um bom ou mau estimador.